# Саратога (Калифорния)
Саратога (англ. Saratoga) — небольшой город в округе Санта-Клара, штата Калифорния, США.
Город расположен в западной части долины Санта-Клара, на западе от Сан-Хосе, в районе залива Сан-Франциско. Население по переписи 2019 года составляло 30 153 человека.
По версии Forbes в 2009 году Саратога был одним из 20 самых образованных малых городов Америки. В 2010 году агентство Bloomberg Businessweek объявило что Саратога является самым дорогим пригородом в Калифорнии. По данным CNNMoney, доход 70,42 % семей Саратоги превышает 100 000 долларов в год.  Bloomberg Businessweek в 2011 году также назвал почтовый индекс 95070, который принадлежит городу, 18-м самым богатым почтовым индексом в Америке. В отчёте о продажах жилья за 2016 год Coldwell Banker назвал город Саратога самым дорогим рынком жилья в Соединённых Штатах.